# Sposa ebrea
La sposa ebrea (Isacco e Rebecca) è un dipinto a olio su tela (121,5x166,5 cm) realizzato nel 1666 circa dal pittore Rembrandt Harmenszoon Van Rijn.

## Storia
Il dipinto appartenne al banchiere Adriaan van der Hoop, socio della Hope & Co., che poi la donò alla città assieme alla Donna in azzurro che legge una lettera. Oggi è conservato nel Rijksmuseum di Amsterdam.

## L'opera
L'opera è firmata e datata "REMBRANDT F. 16(..)".
Il quadro raffigura un uomo che stringe a sé una donna, in un abbraccio molto intimo, che sembra suggerire un legame amoroso tra i due. 
Il soggetto è ambiguo e si presta a varie interpretazioni. 

Nel 1834, l'allora proprietario del dipinto, John Smith, identificò il soggetto come un Augurio di compleanno rivolto dall'uomo alla donna. Il successivo proprietario, invece, un collezionista di Amsterdam, identificò la donna come una sposa ebrea adornata dal padre (sic!) di una collana. Successivamente l'attenzione si è spostata verso un tema biblico, proponendo l'identificazione dei due personaggi con Sara e Tobia, Booz e Ruth, Giacobbe e Rachele, Giuda e Tamar, infine Isacco e Rebecca. Quest'ultima interpretazione si basa anche sul fatto che la fonte a cui si ispirò l'artista è un'opera di Raffaello in cui si narra l'episodio in cui Isacco e sua moglie Rebecca, al tempo in cui fingevano di essere fratello e sorella, furono scoperti amanti dal re Abimelech, l'uomo che nel quadro li spia.